# Jules Lullien
Jules Lullien (né le 22 novembre 1883 à Brest et mort le 5 août 1971 à Brest) est un commerçant et homme politique français. Il est élu juge au tribunal de commerce et est nommé président de la délégation spéciale du 18 septembre 1944 au 18 mai 1945. Il est maire de Brest du 18 mai 1945 au 26 octobre 1947.

## Biographie
Jules Lullien descend d'une ancienne famille de cultivateurs aisés de Kérourien, dont le trisaïeul fut maire de Saint-Pierre-Quilbignon au début du XIXe siècle. Il est le fils de commerçants en tissus installés au 26, rue Louis Pasteur à Brest, affaire qu'il reprendra avec son frère Léon après la Première Guerre mondiale. En 1929, Victor le Gorgeu, qui forme sa liste pour les élections municipales, fait appel à Jules Lullien, un de ses condisciples de lycée. Celui-ci devient premier adjoint le 25 avril 1931 et le restera jusqu'en décembre 1941. Mais Victor Le Gorgeu, pris par son mandat de sénateur, se repose presque entièrement sur Jules Lullien, premier adjoint qui assume de fait la direction des affaires municipales. Pour n'avoir pas voté les pleins pouvoirs au maréchal Pétain, il fait partie de ceux qui, avec Victor Le Gorgeu, sont révoqués par Vichy, via un arrêté du préfet du Finistère daté du 30 décembre 1941. La sanction à l’encontre du maire et de son premier adjoint est communiquée par téléphone au sous-préfet de Brest, et confirmée par un télégramme officiel envoyé le 2 janvier 1942. 
En août 1944, pendant la bataille de Brest, Victor Le Gorgeu, devenu commissaire régional de la république et président de la délégation spéciale de Brest, l'appelle une seconde fois pour le remplacer à la présidence de cette délégation. 
Jules Lullien prend le contrôle d'une ville complètement en ruine le 20 septembre 1944 des mains du major-général américain Troy H. Middleton du 8e corps d’armée, sur la place Anatole France, au milieu des immeubles effondrés. 
Les municipales d'avril-mai 1945, premières élections depuis la guerre, vont permettre à Jules Lullien de s'imposer par 18 voix contre 16 face aux communistes. Élu maire le 13 mai, il aura la tâche de redonner vie à l'agglomération ruinée par la guerre. Dans cette fonction, il fait preuve d'un dévouement sans limites, d'une compétence et d'une clairvoyance dans tous les domaines. Il officialise le 27 avril 1945 la création du grand Brest. Les communes de Saint-Pierre-Quilbignon, Lambézellec et Saint-Marc deviennent des quartiers de la ville. 
À l’été 1945, le général de Gaulle, alors chef du gouvernement provisoire de la République française, entame un tour de Bretagne passant par Rennes, Saint-Brieuc, Guingamp, Brest, Douarnenez, Lorient et enfin Saint-Nazaire. Le 27 juillet, il rend donc une visite historique à Brest. Il est reçu par Jules Lullien, maire. Ensemble, ils traversent la ville détruite par les bombardements américains, encadrés par la foule des habitants rassemblés le long du parcours. Ils se sont ensuite recueillis devant les ruines du monument à la mémoire des marins et soldats morts pour la patrie. Ce jour-là, le général de Gaulle annoncera son souhait d'une réforme politique.
Après la guerre, le port été rénové le plus rapidement possible, après quoi de nombreux produits de première nécessité sont arrivés en Bretagne via Brest, tels que des machines, du coton, du soja et du maïs.
Cependant, Jules Lullien ne se représente pas aux élections municipales d’octobre 1947 et abandonne toute activité politique. Alfred Pierre Marie Chupin lui succède à la mairie de Brest. Jules Lullien ne sortira de sa retraite que pour recevoir la croix d’Officier de la Légion d'honneur en 1951. Vice-président honoraire de la Caisse d'épargne et président d'honneur des Nations unies à Brest, il meurt le 5 août 1971.

## Honneur et Décorations
- Une rue de Brest a été nommée à son nom.
- Chevalier de la Légion d'honneur
- Officier de la Légion d'honneur